# Vierlinden
Vierlinden är en kommun i östra Tyskland, belägen i Landkreis Märkisch-Oderland i förbundslandet Brandenburg, omkring 60 km öster om Berlin. 
Kommunen bildades den 26 oktober 2003 genom en sammanslagning av de tidigare kommunerna Diedersdorf, Friedersdorf, Marxdorf och Worin.
Kommunen har 1 466 invånare (2012) och administreras som en del av kommunalförbundet Amt Seelow-Land, vars säte ligger i Seelow.
Genom kommunen passerar förbundsvägen Bundesstrasse 1 på sträckan mellan Berlin och polska gränsen vid Kostrzyn nad Odrą.

## Kända invånare
- Ulrich Plenzdorf (1934-2007), författare och dramatiker, levde de sista åren av sitt liv i Alt Rosenthal-Vorwerk och är begravd i orten.